# Ommatotriton vittatus
O Tritão-de-banda-do-Sul (Ommatotriton vittatus) é uma espécie de anfíbio caudado pertencente à família Salamandridae.
É possível encontrá-los na Arménia, Geórgia, Iraque, Israel, Jordânia, Líbano, Rússia, Síria, Turquia, e possivelmente na Palestina. O seu habitat natural inclui florestas temperadas, prados temperados, rios, rios intermitentes, lagos de água doce, marismas de água doce, cavernas, terra arável, pastagens, jardins rurais, áreas urbanas, charcos e canais.
Neste momento, a maior ameaça que enfrenta é a perda de habitat. Esta espécie não deve ser confundida com o Tritão-de-banda-do-Norte (Ommatotriton ophryticus), que já foi considerada uma subespécie de O. vittatus. 